# 茲胡里夫卡區

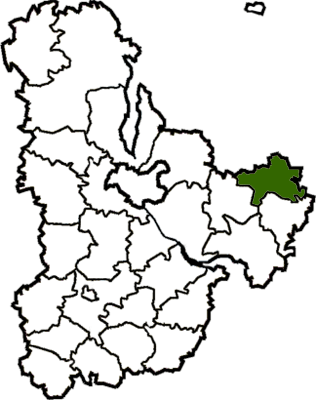
兹胡里夫卡区在基辅州的位置

茲胡里夫卡區（烏克蘭語：Згурівський район）曾是烏克蘭中北部基輔州的一個區行政中心設於兹胡里夫卡，面積763平方公里，2015年人口17,171，人口密度每平方公里22.5人。
由於烏克蘭行政區劃改革中將基輔州的區份減少至7個，全區已於2020年7月18日併入至布羅瓦里區而裁撤。